# 呼子笛
呼子笛（よびこぶえ）とは次の2通りの意味を指す笛である。
- 現在の物で、共鳴胴の中にコルクやストローでできた軽い玉を入れた笛。音はきわめて甲高く、単音の連続である「ピー」ではなく「ピリピリピリ…」と短いサイクルで音調が変化する性質を持つ。現在は「ホイッスル」と同じ意味で使われることが多い。またサンバホイッスルには玉のコルクの代わりにストローが入っており、これが共鳴体の役目をしている（近年では一部の高級呼子笛にもストロー共鳴体が使用されるタイプが登場）。
- 古くからの物で、木・竹・プラスチックで出来た単管タイプの笛。

## 概要
原義は「人を呼ぶ合図に吹く小さな笛」で、目明しなど江戸時代の警察機構の構成員によって用いられたことによる。

### 現在の呼子笛
現在主に用いられる前者タイプの呼子笛は金属製またはプラスチックでできており、他人の注意を引きやすいよう工夫されていて、また携帯に便利なように小さい。しかしその音はとりわけ大きく、音楽を奏でることを主体とする管楽器の笛とは違い、音程は固定され、ある意味では「非常に耳障りな」音を出すようになっている。そのため非常に耳につき、注意を喚起する音でもあるため、雑踏など雑音の多い環境においても認識性がきわめて高い。
現在は「ホイッスル」と同じ意味で使われ、玉の入っていない（その場合は和音で鳴る複合笛であることが多い）物も指すこともある。
コルク入りのホイッスルは水に濡れたり息による水滴が多く付くと玉が回転しなくなり、音が小さくなったり不安定になりやすいという欠点があるが、異なる音程の管をつなげた和音タイプの笛（フラットホイッスル、単管笛など）は玉が入っていないので水に濡れても遠くまで音が響くという特徴がある。よって単管笛はボーイスカウト、海上保安庁、ライフセーバー、船舶等、水に濡れる機会の多い場面で用いられている。その点から、海上保安庁公認の救命胴衣にも必ず単管タイプのホイッスルを装備する事が義務付けられている。
紛失防止の観点から首から下げられるヒモ（ストラップ）が付いており、万一強い力が加わるとヒモが外れ窒息事故を未然に防ぐ機構を装備した製品もある。
また最近は口にくわえて吹くのではなく、ボタン電池あるいは乾電池を用い、本体のボタンを押すと電子音が鳴る「電子ホイッスル」も登場しており、このタイプはスポーツインストラクターなどの間で衛生的と好評である。

### 古くからの呼子笛
古くからの呼子笛は単管タイプの物を指すのが普通であり（写真参照）、木や竹を使った単管タイプで「ピー」音のみを発する。最近ではプラスチックで作られた物もある。
このタイプの呼子笛は江戸時代に目明しなどの警察機構の構成員によって用いられていて、時代劇等でも目にするのが有名なほか、現在では祭礼（一例として「姥神大神宮渡御祭」の山車進行役など）における神輿・山車の出発・停止合図などにも用いられる事がある。

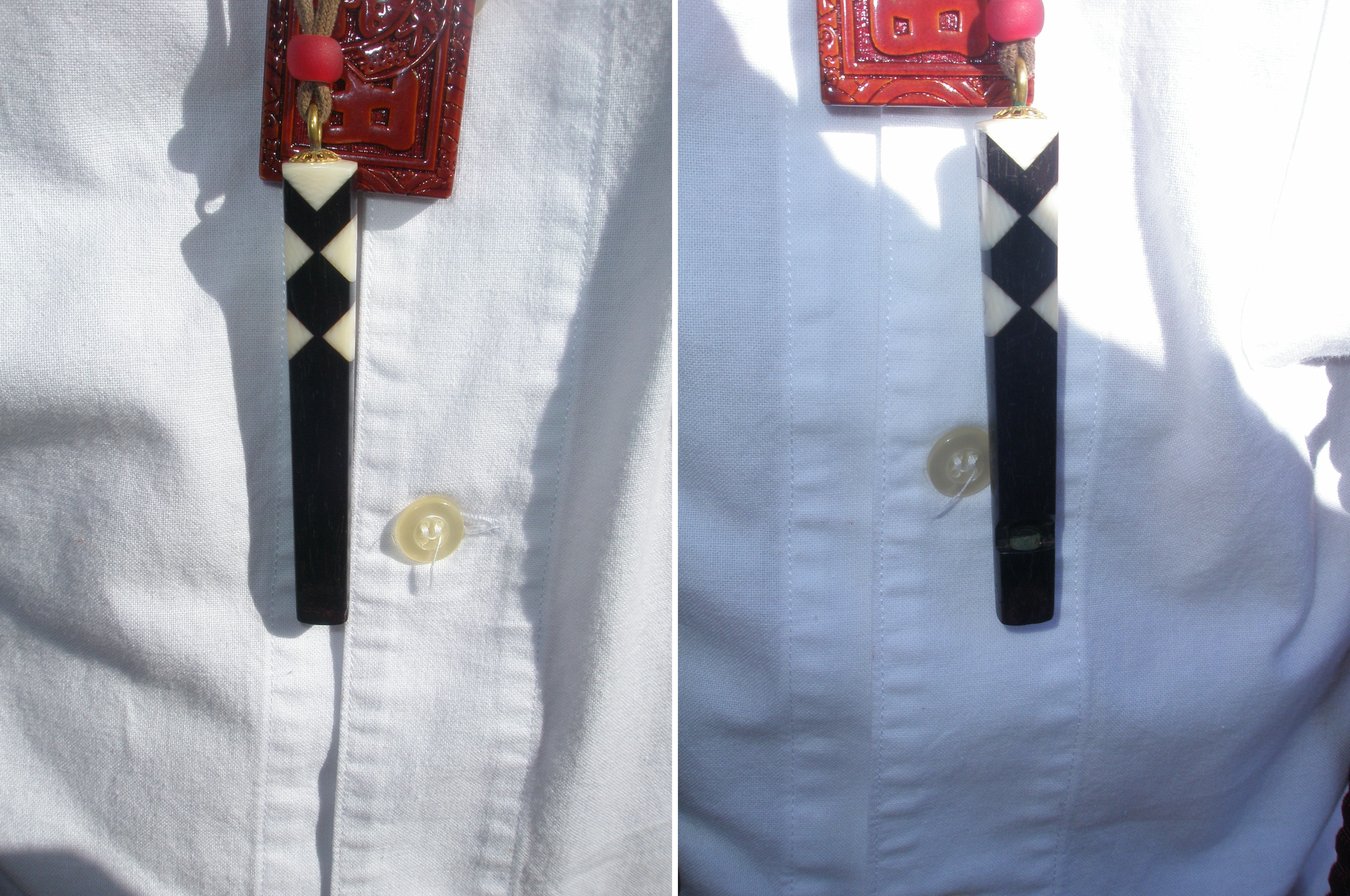
古くからの呼子笛-1（2枚合成、左・表、右・裏）姥神大神宮渡御祭で使われる物
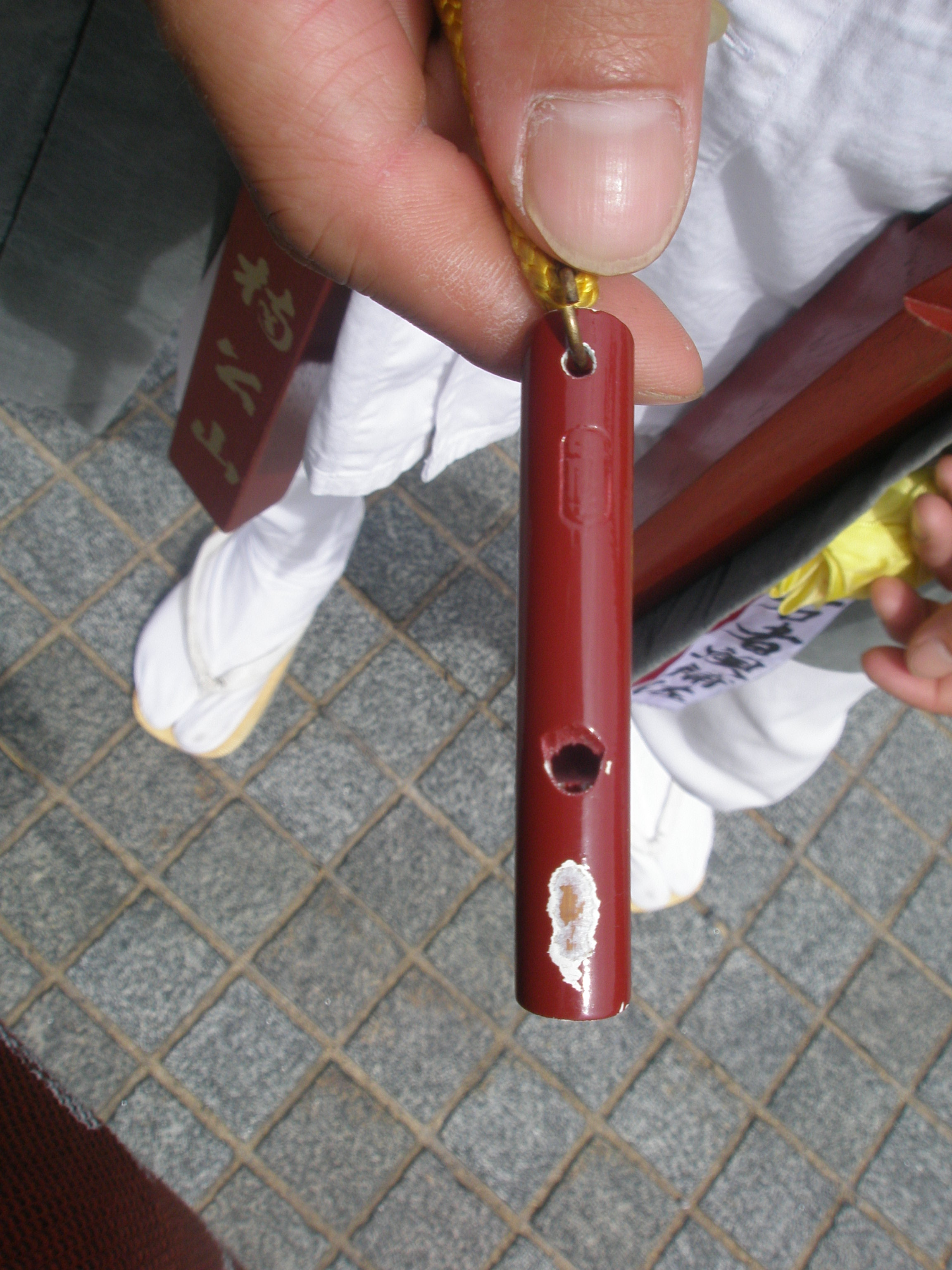
古くからの呼子笛-2（表）姥神大神宮渡御祭で使われる物

## 用途
最近は、被災時・緊急時において大声を出し続けるよりも、笛を吹いたほうが体力を温存でき、かつ救助要請の信号が遠くまで伝わる、という理由から救難グッズの一つとして100円ショップにも多数並ぶようになった。登山など屋外活動でも遠くまで音が届くため、アウトドアショップのような店舗でも似たような製品が見られる（→ホイッスル）。なお登山用途ではクマなど大型野生動物との不意な遭遇を避けるために、鈴と併用して呼子笛を小まめに吹き鳴らすことにも用いられる。
最近では呼子笛のほかに、クマよけを専門とする笛の「クマよけホイッスル」も販売している。
防災用品としては、地震で倒壊家屋や家具などの下敷きとなって救助を求める際に用いられる。防犯グッズでは暴漢に襲われた際に助けを求めるための道具として注目された。ただ一般向けの製品では、2000年代において防犯ブザーのように注意を喚起する電子音を発する機器もあり、やや高価ではあるがこちらを利用する人もいる。なお防犯ブザーでも呼子笛のように短いサイクルで音程が変化するものが主流である。
ソニーが製造・発売している非常用ラジオICF-B7/B01/B02/B03/B08/B88/B09/B99には、非常事態であることを周囲に知らせるためのホイッスルが付属されている（オレンジ色の透明デザイン。ICF-B08/B88/B09/B99に付属のホイッスルは同じオレンジ色だが透明ではない。本体サイレン機能は全機種非搭載）。但しこちらはコルク入りの呼子笛タイプではなく、水濡れに強い単管タイプで（音色は一音式で呼子笛に似ている）、「SONY」のロゴが本体表側に書かれている。なお首掛け用ストラップは（ホイッスル本体にストラップ取付穴が付いているものの）別売りとなっており、ICF-B01/B02/B03/B08/B88/B09/B99は市販品を取り付け（紛失防止策として付属ハンドストラップへ本体と一緒に取り付けることも可）、ICF-B7はラジオ本体ハンドストラップにホイッスルが付いた形である（ストラップはラジオ本体からの取り外し不可、首掛け仕様ではない）。初期機種であるICF-B7/B01/B02/B03に付属のホイッスルはストラップ取付穴が小さかったが、二代目B08/B09/B99に付属のホイッスルはストラップ取付穴が大きくなり取付・取り外しがしやすくなっている。
パナソニック エナジー社は本棚などに置ける乾電池防災常備箱「電池の本」を発売しており、長期保存が可能な長寿命アルカリ乾電池「EVOLTA」とオレンジ色のフラットホイッスルで構成されている（エボルタ単1・単2各4本セットと単3・単4各8本セットの2種類を販売。ホイッスルに取り付けるストラップは付属されておらず市販品を別途購入する形）。
現在でもスポーツ競技などの合図や信号用などとして一般的に用いられる。また警笛としての用途に用いるため警察官や警備員が携帯していることも多い（前者は白のプラスチック製を交通警察に・青のプラスチック製を刑事警察に・銀色の金属製を地域警察に。後者は警備会社によって異なりプラスチック製の場合と真鍮製の場合と二通りある）。こちらは注意を喚起して身振りによる指示を明確に伝えたり、他人に注意を呼びかけるために使われる。警察服制では「警鳴」（けいめい）と呼ばれる。
マーチングバンド・鼓笛隊においては、指揮者である「ドラムメジャー」にもホイッスルは必需品。メジャーバトンと併用して進行・停止のみならず隊形・奏法の変化をホイッスルの吹鳴間隔で合図する（ドラムメジャーが吹くホイッスルの種類は隊によって異なり、騒がしい中でも音が確実に聞こえるタイプとして、プラスチック・真鍮いずれかのコルク入り呼子タイプを用いる）。
クレーン作業現場においては、作業員に指示を出す「玉掛」が吹くホイッスルの吹鳴間隔によってオペレーターはクレーン操作のタイミングを判断している。騒がしい工事現場でも確実に聞こえるよう、主に真鍮製呼子笛が使われている。玉掛の吹くホイッスルはクレーン操作指示のみならず、吊り荷が一般の通行人・障害物・他の作業員にぶつかって落下する事故を防ぐ上でも重要である。
鉄道業界では、駅係員がホームでの危険行為を回避するために使用している（こちらは騒がしい駅構内でも確実に聞こえるよう、真鍮製かつ中高音タイプの笛が用いられる場合が多い）。車掌も列車の発車の合図などに用いている。最近では駅での発車メロディーの普及に伴い、笛の使用が省略されたり（JRの大都市近郊線）、乗務員のワンマン化によって車掌そのものが乗務しなくなった路線が増えると共に、これらの路線の駅構内でこの音を聞くことは減ったが、そのような体制にされていない社局の路線では現在も使われ続けている。
大手玩具メーカー「タカラトミー」は、専用の笛でプラレール車両をコントロール（笛を吹いて車両の発進・加速・停止指示が）出来る「笛コン　プラレール」シリーズを2015年4月23日に発売した（マスダヤがかつて発売していた「ソニコン」シリーズと同じ。但し一般の呼子笛を吹いても車両コントロールは出来ず、車両は同梱されている笛の音にしか反応しない）。
刑務所の場合、呼子笛は刑務官が必ず携帯しなければならない道具と法律で定められ、始業前点呼及び装備品点検では「呼子笛がきちんと鳴るかどうか」の点検が必ず行われる。なお「呼子笛」という言葉は刑務官が携帯するホイッスルの正式名称となっており、（受刑者が脱獄するなどの）非常事態を周囲に知らせる役目を持っている。
NEXCOなどの各道路管理会社ハイウェイパトロール隊員やJAFのロードサービス隊員も危険周知・各種規制合図・車両誘導などのためホイッスルを携行しており、特に高速自動車国道&自動車専用道路においては、隊員が事故車・故障車や路上の落下物を処理中に後続車に轢かれる事故を防ぐ上でホイッスルが重要アイテムとなっている。
消防隊員・警察の機動隊員・自衛隊員も危険周知・各種合図・車両誘導のためホイッスルを携行。特に消防隊員は騒がしい現場でも指示や危険周知が確実に伝わるよう、サッカーなどのスポーツ審判員が用いる「FOX40」という型のホイッスルを用いる事が多い（スポーツ審判員が用いる「FOX40ホイッスル」は黒の場合が殆どだが、消防隊員が用いる「FOX40ホイッスル」は目立つよう救助隊員の活動服と同じオレンジ色）。
バスガイドはバック誘導時に（周囲の人が車両に轢かれたり車両が他の障害物に接触する事故を未然に防ぐ目的から）ホイッスルを用い、その吹鳴間隔で運転手はブレーキ・アクセル・クラッチ・ハンドル操作のタイミングや周囲状況を判断している。ただし近年はバックモニターの普及や騒音防止の観点から笛でのバック誘導を禁止する観光地の増加により、バスガイドが笛でバック誘導をする場面は少なくなっている。バスガイドが用いるホイッスルは真鍮性の中高音タイプが多く、ヒモで首から下げるのではなくキーホルダーを付けて普段は制服のポケットやハンドバッグにしまう場合が多い。
さらに近年は防犯上の観点からスーパーマーケットのレジ係員が首からホイッスルを下げ、万一強盗に襲われそうになった時にホイッスルを吹いて周囲に非常事態を知らせる措置が採られているほか、幼稚園・保育園・学校の教職員が体育の授業や運動会時に用いるホイッスルも不審者侵入という非常事態を周囲に知らせる手段として近年注目されている。

## その他
昔から祭りの縁日屋台では子供向けの人気キャラクターがデザインされたカラフルなホイッスルをはじめ、笛付きハッカパイプも売られている。

## 主な呼子笛メーカー

### 日本国内
- 野田鶴声社（※廃業）
- エバニュー
- モルテン
- デビカ
- ミカサ
- 銀鳥産業

### 海外
- アクメ（en:J Hudson & Co）